# كيم بان كيون
كيم بان كيون (باللغة الكورية: 김판근) مواليد 5 مارس 1966 في كوريا الجنوبية، هو لاعب كرة قدم كوري جنوبي دولي سابق كان يلعب في مركز الدفاع. سبق له أن لعب في كأس العالم لكرة القدم مع منتخب بلاده وذلك في مونديال عام 1994.
كان كيم عضوا في منتخب كوريا الجنوبية الوطني الذي شارك في بطولة العالم للشباب عام 1983 وكأس العالم عام 1994 وكأس آسيا عام 1996. وكان أصغر لاعب لمنتخب كوريا الجنوبية لكرة القدم (17 سنة 242 يومًا).

## المسيرة الاحترافية

### أندية لعب لها
- نادي بوسان أي بارك
- نادي سول
- ماركوني ستاليونز

## الإنجازات

### الأندية
نادي بوسان أي بارك
- الدوري الكوري 1: 1987، 1991
- بطولة كوريا الوطنية لكرة القدم: 1989، 1990

### الفردية
- فريق كل النجوم بطولة العالم للشباب: 1983
- من بين أفضل 11 لاعبا في الدوري الكوري: 1993، 1995

## إحصاءات الأندية
| بيانات النادي  | بيانات النادي      | بيانات النادي                  | الدوري | الدوري  | الكأس                      | الكأس                      | كأس الدوري | كأس الدوري | المجموع | المجموع |
| الموسم         | النادي             | الدوري                         | الظهور | الأهداف | الظهور                     | الأهداف                    | الظهور     | الأهداف    | الظهور  | الأهداف |
| كوريا الجنوبية | كوريا الجنوبية     | كوريا الجنوبية                 | الدوري | الدوري  | كأس الاتحاد الكوري الجنوبي | كأس الاتحاد الكوري الجنوبي | كأس الدوري | كأس الدوري | المجموع | المجموع |
| -------------- | ------------------ | ------------------------------ | ------ | ------- | -------------------------- | -------------------------- | ---------- | ---------- | ------- | ------- |
| 1987           | نادي بوسان أي بارك | دوري كوريا الجنوبية لكرة القدم | 30     | 2       | -                          | -                          | -          | -          | 30      | 2       |
| 1988           | نادي بوسان أي بارك | دوري كوريا الجنوبية لكرة القدم | 3      | 2       | -                          | -                          | -          | -          | 3       | 2       |
| 1989           | نادي بوسان أي بارك | دوري كوريا الجنوبية لكرة القدم | 30     | 2       | -                          | -                          | -          | -          | 30      | 2       |
| 1990           | نادي بوسان أي بارك | دوري كوريا الجنوبية لكرة القدم | 20     | 0       | -                          | -                          | -          | -          | 20      | 0       |
| 1991           | نادي بوسان أي بارك | دوري كوريا الجنوبية لكرة القدم | 37     | 2       | -                          | -                          | -          | -          | 37      | 2       |
| 1992           | نادي بوسان أي بارك | دوري كوريا الجنوبية لكرة القدم | 17     | 1       | -                          | -                          | 6          | 0          | 23      | 1       |
| 1993           | نادي بوسان أي بارك | دوري كوريا الجنوبية لكرة القدم | 23     | 2       | -                          | -                          | 1          | 0          | 24      | 2       |
| 1994           | نادي سول           | دوري كوريا الجنوبية لكرة القدم | 23     | 0       | -                          | -                          | 0          | 0          | 23      | 0       |
| 1995           | نادي سول           | دوري كوريا الجنوبية لكرة القدم | 28     | 1       | -                          | -                          | 7          | 0          | 35      | 1       |
| 1996           | نادي سول           | دوري كوريا الجنوبية لكرة القدم | 15     | 0       |                            |                            | 0          | 0          |         |         |
| 1997           | نادي سول           | دوري كوريا الجنوبية لكرة القدم | 12     | 1       |                            |                            | 15         | 0          |         |         |
| أستراليا       | أستراليا           | أستراليا                       | الدوري | الدوري  | الكأس                      | الكأس                      | كأس الدوري | كأس الدوري | المجموع | المجموع |
| 1997–98        | ماركوني ستاليونز   | الرابطة الوطنية لكرة القدم     | 20     | 2       |                            |                            |            |            |         |         |
| 1998–99        | ماركوني ستاليونز   | الرابطة الوطنية لكرة القدم     | 17     | 2       |                            |                            |            |            |         |         |
| 1999-00        | ماركوني ستاليونز   | الرابطة الوطنية لكرة القدم     | 16     | 0       |                            |                            |            |            |         |         |
| 2000–01        | ماركوني ستاليونز   | الرابطة الوطنية لكرة القدم     | 16     | 0       |                            |                            |            |            |         |         |
| المجموع        | كوريا الجنوبية     | كوريا الجنوبية                 | 238    | 13      |                            |                            | 29         | 0          |         |         |
| المجموع        | أستراليا           | أستراليا                       | 69     | 4       |                            |                            |            |            |         |         |
| الإجمالي       | الإجمالي           | الإجمالي                       | 307    | 17      |                            |                            |            |            |         |         |

## الأهداف الدولية
| التاريخ        | المكان     | الخصم    | الأهداف التي سجلها اللاعب | النتيجة               | المنافسة               |
| -------------- | ---------- | -------- | ------------------------- | --------------------- | ---------------------- |
| 21 يونيو 1987  | سيول       | أستراليا | هدف واحد                  | 1–1 (5-4 ركلات ترجيح) | كأس الرئيس 1987        |
| 19 أكتوبر 1993 | الدوحة     | العراق   | هدف واحد                  | 2-2                   | تصفيات كأس العالم 1994 |
| 26 فبراير 1994 | لوس أنجلوس | كولومبيا | هدف واحد                  | 2-2                   | مباراة ودية            |

## روابط خارجية
- كيم بان كيون على موقع الاتحاد الدولي (مؤرشف)  (الإنجليزية)
- كيم بان كيون على موقع دوري كوريا الجنوبية (الإنجليزية)
- كيم بان كيون على موقع قاعدة بيانات كرة القدم.إي يو (الإنجليزية)
- كيم بان كيون على موقع ناشيونال فوتبول تيمز (الإنجليزية)
- كيم بان كيون على موقع أوليمبيديا (الإنجليزية)

- كيم بان كيون – سجل منافسات الفيفا
- كيم بان كيون على فرق كرة القدم الوطنية.كوم